# 甘酢
甘酢（あまず）は、合わせ調味料の一種で、酢に砂糖および塩を混合したもの。砂糖でなくみりんを使用することもある。三杯酢よりは甘めに作られる。
野菜や魚介類を甘酢に漬けたものは甘酢漬け（─づけ）と呼ばれる。
また、酢、砂糖、醤油を混ぜたものに、水で溶いた片栗粉を加えて加熱し、とろみをつけたものは甘酢あんと呼ばれ、中華料理に用いられる。中華料理に用いられる場合には、トマトケチャップが加えられる事もある。

## 甘酢を使ったおもな食べ物
- 南蛮漬け - 唐辛子やネギなどの香辛料で香りづけした「南蛮酢」という甘酢を用いる。
- らっきょう漬け
- 千枚漬け
- 酢豚
- 天津飯
- チキン南蛮
- ガリ